# České Lhotice
Pour les articles homonymes, voir Lhotice.
České Lhotice (en allemand : Böhmisch Lhotitz) est une commune du district de Chrudim, dans la région de Pardubice, en République tchèque. Sa population s'élevait à 110 habitants en 2022.

## Géographie
České Lhotice se trouve à 12 km au sud de Chrudim, à 21 km au sud de Pardubice et à 100 km à l'est-sud-est de Prague.
La commune est limitée par Křižanovice et Licibořice au nord, par Nasavrky à l'est, par Hodonín au sud, et par Libkov à l'ouest.

## Histoire
La première mention écrite de la localité date de 1329.

## Administration
La commune se compose de deux sections :
- České Lhotice
- Hradiště

## Galerie

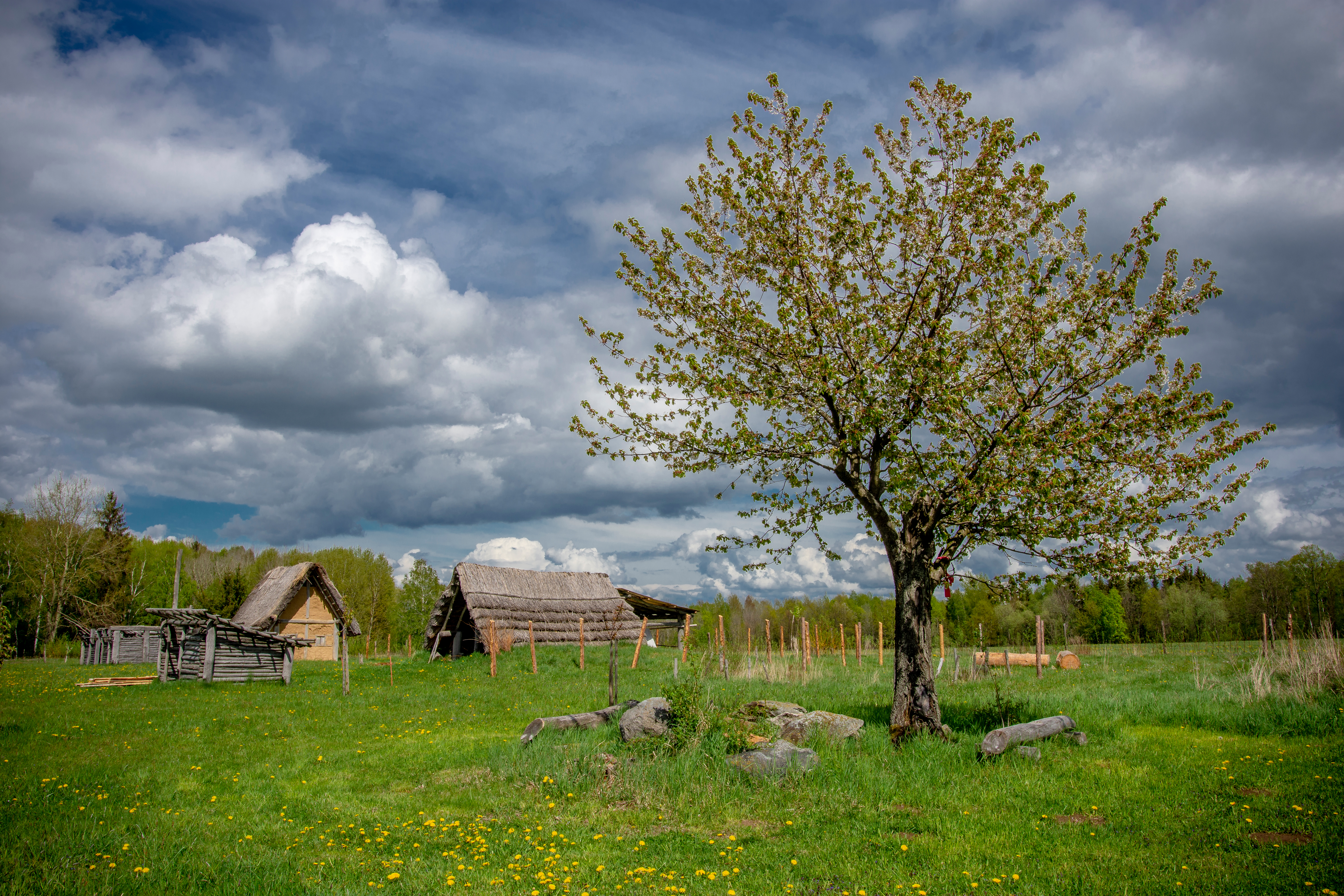
Parcours nature celtique.
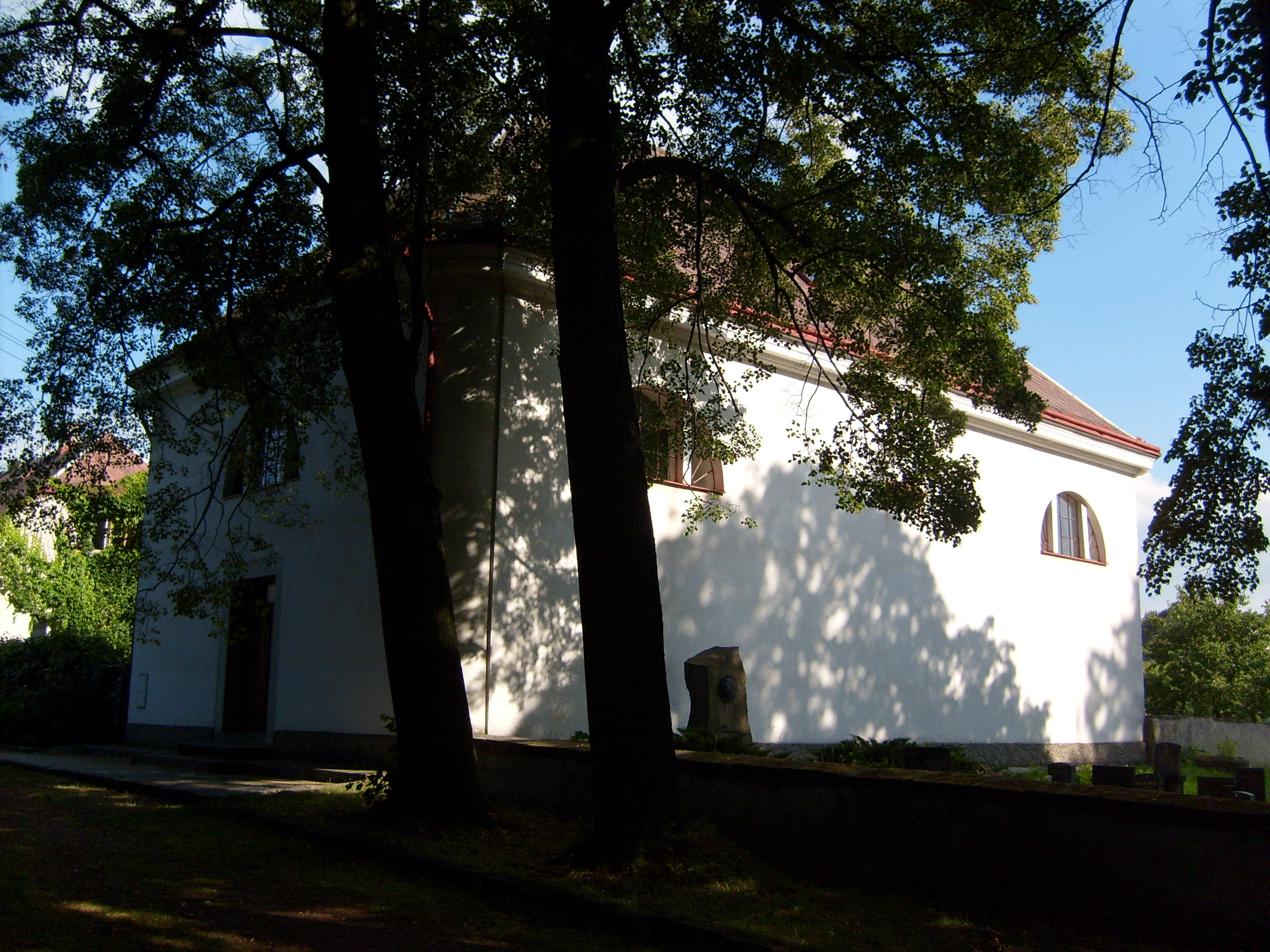
Hradiště : église évangélique.

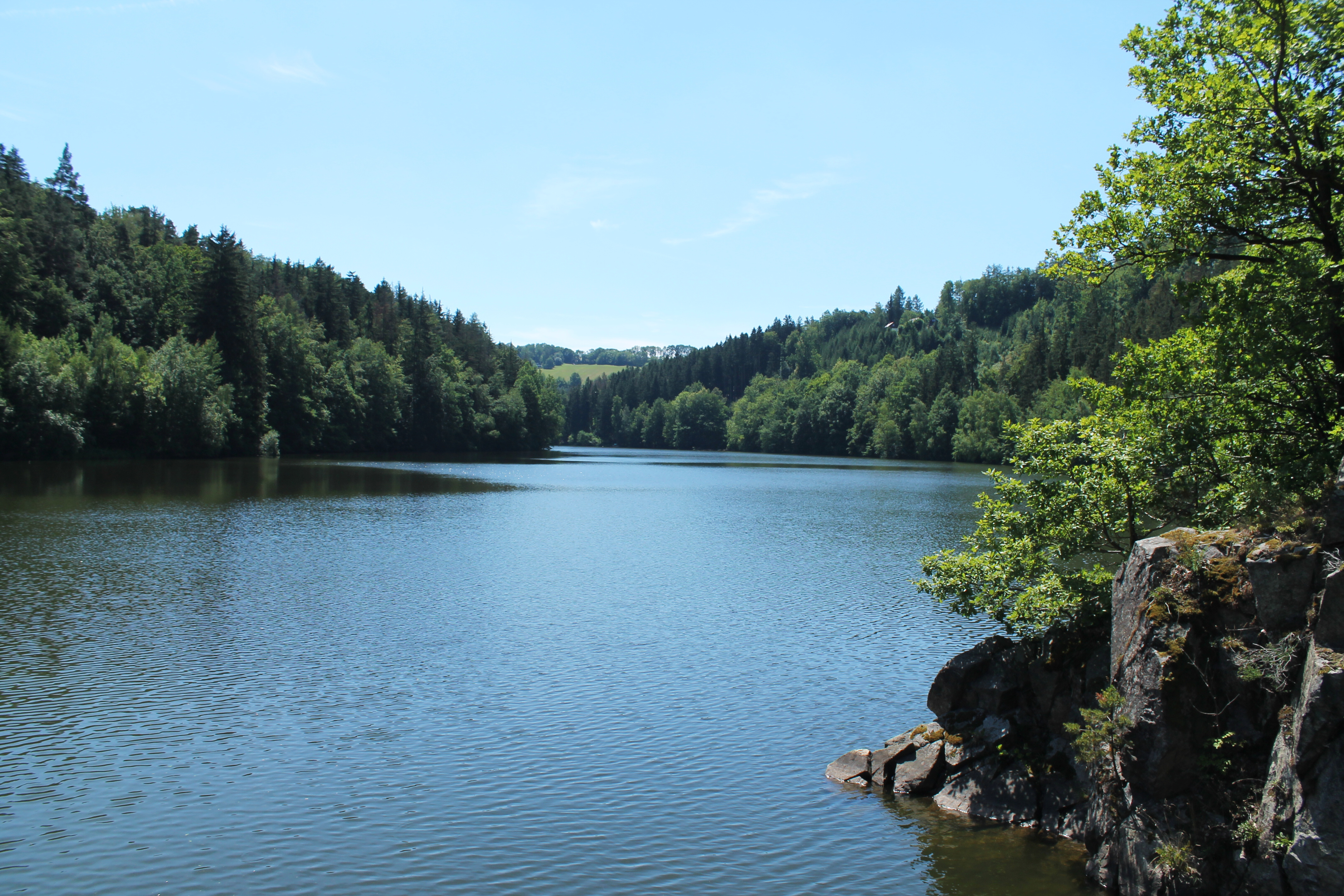
Réservoir de Křižanovice.

## Transports
Par la route, České Lhotice se trouve à 3 km de Nasavrky, à 17 km de Chrudim, à 28 km d'Pardubice et à 125 km de Prague.